# Малкэхи, Рассел
Рассел Малкэхи (англ. Russell Mulcahy; род. 1953) — австралийский кинорежиссёр.

## Биография
Рассел Малкэхи родился 23 июня 1953 года в Мельбурне, Австралия.
Режиссёрскую карьеру начал в качестве режиссёра музыкальных видеоклипов. Работал с такими артистами как Элтон Джон, «Duran Duran», Бонни Тайлер и другие, а также стал режиссёром первого клипа показанного на телеканале MTV — «Video Killed the Radio Star» группы The Buggles.
Дебютировал в кино в 1979 году с фильмом «Дерек и Клайв раздобыли трубу». В 1984 году экранизирует роман Питера Бреннэна «Кабан-секач». В 1986 году снимает обрётший статус культового фантастический фильм «Горец» с Кристофером Ламбертом в главной роли. В 1991 снимает вторую часть — «Горец 2: Оживление», получившую резко отрицательные отзывы как зрителей, так и критиков, став одним из худших фильмов в истории кино.
Также в девяностых снимает криминальные триллеры «Рикошет» с Дензелом Вашингтоном, «Настоящая Маккой» с Ким Бейсингер, «Воскрешение» с Кристофером Ламбертом, боевик «Под прицелом» с Дольфом Лундгреном, фантастические фильмы — «Тень» с Алеком Болдуином и «Мумия: Принц Египта».
В 2003 году снимает биографическую драму «Против течения» об австралийском пловце Тони Фингелтоне, которого сыграл Джесси Спенсер. В 2007 году снимает третью часть из серии фильмов «Обители зла» — «Обитель зла 3», после того как кандидатуру Пола Андерсона в качестве режиссёра третьей части отклонили продюсеры. В 2009 работает над криминальным боевиком «Отправь их в ад, Мэлоун!» с Томасом Джейном в главной роли.
Помимо работ в кино, Рассел Малкэхи много снимает для телевидения. Его телефильмы часто номинируются на различные премии. Так научно-фантастическая драма «На последнем берегу» номинировалась на «Золотой глобус» и другие награды; военная драма основанная на реальных фактах «Забытая рота» номинировалась на прайм-таймовую премию Эмми; биографическая драма об известном гонщике NASCAR «3: История Дейла Эрнхардта» номинировалась на премию Гильдии киноактёров США и Дневную премию Эмми; научно-фантастический фильм «Таинственный остров» номинировался на премию Сатурн. Среди его работ также биографическая драма «Молитвы за Бобби», номинировавшаяся на прайм-таймовую премию «Эмми», «Золотой глобус», премию Гильдии киноактёров США, и получившая награду GLAAD Media Awards.
Работал и над различными телесериалами, в число которых входят такие как «Байки из склепа», «Голод», «Близкие друзья», «Волчонок».

## Избранная фильмография
- 1979 — Дерек и Клайв раздобыли трубу / Derek and Clive Get the Horn
- 1984 — Кабан-секач / Razorback
- 1986 — Горец / Highlander
- 1991—1996 — Байки из склепа (телесериал) / Tales from the Crypt — 4 эпизода
- 1991 — Горец 2: Оживление / Highlander II: The Quickening
- 1991 — Рикошет / Ricochet
- 1992 — Голубой лёд / Blue Ice
- 1993 — Настоящая Маккой / The Real McCoy
- 1994 — Тень / The Shadow
- 1996 — Под прицелом / Silent Trigger
- 1997—2000 — Голод / The Hunger — 6 эпизодов
- 1998 — Мумия: Принц Египта / Tale of the Mummy
- 1999 — Воскрешение / Resurrection
- 2000 — На последнем берегу (телефильм) / On the Beach
- 2000—2001 — Близкие друзья (телесериал) / Queer as Folk — 4 эпизода
- 2001 — Забытая рота (телефильм) / The Lost Battalion
- 2003 — Умереть первым (телефильм) / 1st to Die
- 2003 — Против течения / Swimming Upstream
- 2004 — 3: История Дейла Эрнхардта (телефильм) / 3: The Dale Earnhardt Story
- 2005 — Таинственный остров (телефильм) / Mysterious Island
- 2006 — Тутанхамон: Проклятие гробницы (телефильм) / The Curse of King Tut’s Tomb
- 2007 — Обитель зла 3 / Resident Evil: Extinction
- 2007 — Контракт с незнакомкой (телефильм) / While the Children Sleep
- 2008 — Царь скорпионов 2: Восхождение воина (видеофильм) / The Scorpion King: Rise of a Warrior
- 2008 — Крутой вираж (телефильм) / Crash and Burn
- 2009 — Молитвы за Бобби (телефильм) / Prayers for Bobby
- 2009 — Отправь их в ад, Мэлоун! / Give 'em Hell, Malone
- 2011 — Волчонок (телесериал) / Teen Wolf
- 2018 — Золото Флинна / In Like Flynn
- 2023 — Волчонок: Фильм / Teen Wolf: The Movie